# Tony de Zúñiga
Tony de Zúñiga (Manila, 8 de noviembre de 1932 – Las Piñas, 11 de mayo de 2012) fue un artista de historietas filipino, conocido por sus trabajos para DC Comics y por haber creado a los personajes ficticios Jonah Hex y Orquídea Negra con John Albano.
De Zúñiga fue el primer artista de cómics filipino que trabajó con una editorial estadounidense y permitió que muchos otros artistas de su país entraran en la industria internacional de los cómics.

## Primeros años y carrera
De Zúñiga comenzó su carrera como artista de historietas a los dieciséis años de edad, en Liwayway, una revista semanal filipina. Dos de sus compañeros de trabajo eran los dibujantes Alfredo Alcalá y Néstor Redondo, quienes más tarde se convertirían en sus mentores.
Años más tarde, se graduó con un título en arte comercial de la Universidad de Santo Tomás, en las Filipinas. En 1962, se trasladó a los Estados Unidos para estudiar diseño gráfico en la ciudad de Nueva York. Regresó a su país natal para trabajar en publicidad y como artista independiente para varias revistas de cómics filipinas.
A fines de la década de 1960, cuando regresó a Nueva York, de Zúñiga fue el primer filipino que se incorporó a DC Comics, con Joe Orlando como editor. Su primer trabajo en DC consistió en encargarse del lápiz final sobre los borradores de Ric Estrada en una historieta romántica, el número 153 de Girl's Love Stories. Su debut como artista principal en el mercado estadounidense del cómic fue en 1970, cuando ilustró una historia de terror para la serie House of Mystery, número 188, publicada en septiembre y octubre de ese año.

## Obras
Ilustró los siguientes cómics:

### DC
- Adventure Comics (Supergirl) #419-420, 424; (Black Orchid) #428-430 (1972–73)
- All-Star Squadron #62 (1986)
- All-Star Western #2, 6-8, 10-11 (1970–72)
- Amazing World of DC Comics (Jonah Hex) #13 (inédito) (1976)
- Arak, Son of Thunder #38-44, 46-50 (1984–85)
- Batman (Gatúbela) #350 (1982)
- Dark Mansion of Forbidden Love #1 (1971)
- Detective Comics Annual 01 (1989)
- Ghosts #1-2, 40, 102 (1971–81)
- Girl's Love Stories #160, 168 (1971–72)
- House of Mystery #191, 193, 200, 216, 253 (1971–77)
- House of Secrets #93-94, 111, 120 (1971–74)
- Jonah Hex #5, 39, 54-57, 83-88 (1977–84)
- Jonah Hex, vol. 2, #5, 9 (2006)
- Jonah Hex: No Way Back, novela gráfica (2010)
- Phantom Stranger, vol. 2, (Dr. 13) #12-16, 18-19, 21-22, 31, 34 (1971–75)
- Saga of the Swamp Thing (Phantom Stranger) #4 (1982)
- Secrets of Haunted House #2 (1975)
- Sinister House of Secret Love #2, 4 (1971-72)
- Vigilante #30 (1986)
- Weird Mystery Tales #8, 12 (1973-74)
- Weird War Tales #8, 11-14, 18, 22 (1972-74)
- Weird Western Tales (Jonah Hex) #12-14, 16-23 (1972-74)
- Witching Hour #16, 23 (1971-72)

### Marvel
- Caballero Negro, miniserie, #1-2 (1990)
- Conan el Bárbaro #87 (1978)
- Conan the King #47 (1988)
- Deadly Hands of Kung Fu #26-27, 30 (1976)
- Doc Savage #2, 4-6 (1975-76)
- Doctor Strange, Sorcerer Supreme #31 (1991)
- Dracula Lives #8, 10-11, 13 (1974–75)
- Freddy Krueger's a Nightmare on Elm Street, miniserie, #1-2 (1989)
- Iron Man #275 (1991)
- Man-Thing #15 (1975)
- Marvel Fanfare (Shanna, the She-Devil) #59 (1991)
- Marvel Preview #2-3, 9 (1975–76)
- Marvel Super Action (Punisher) #1 (1976)
- Monsters Unleashed (Tigra) #10 (1975)
- Rampaging Hulk (Shanna, the She-Devil) #9 (1978)
- Red Sonja, vol. 2, #1 (1983)
- Savage Sword of Conan #1, 3, 181, 192-195 (1974–92)
- Savage Tales (Shanna, the She-Devil) #9 (1975)
- Spectacular Spider-Man Annual #8 (1988)
- Strange Tales #176-177 (1974)
- Thor #255, 404-406 (1977–89)
- Vampire Tales #8-9 (1974–75)
- X-Men #110 (1978)

### Otras editoriales
- Robert E. Howard's Savage Sword (Kull the Conqueror) #3-4 (Dark Horse, 2012)